# Паровий артилерійський катер
Паровий артилерійський катер (англ. Steam gun boat, SGB) — термін, що застосовувався Королівським флотом для позначення типу катерів, які використовувались під час Другої світової війни. Він складався з дев'яти канонерських човнів, які мали парові турбіни. Їх побудували з 1940 по 1942.

## Дизайн
Ці канонерки були спроектовані для виконання функцій як власне артилерійського катера, так і торпедного катера, зокрема за умов штормової погоди. Їх основним противником мали бути німецькі торпедні катери.
Їх довжина складала приблизно 44 метри, а тоннажність — 172 тонни (202 при повному запасі палива). Швидкість була до 30 — 35 вузлів.

## Service

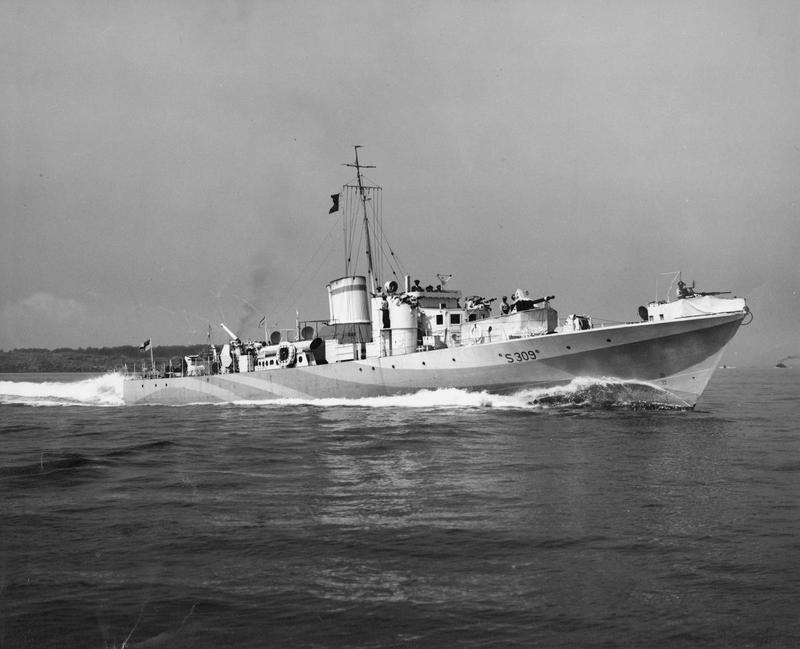
SGB9 Grey Goose сфотографована командиром флотилії Пітером Скоттом

Дефіцит сталі та турбін призвів до того, що з 52 запланованих катерів замовлення було скорочено до 9 одиниць, які отримала позначення SGB 1 до 9. Човни з номерами 1 і 2 вирішили не добудовувати, коли їх корпуси були сильно ушкодженні у результаті авіанальоту у районі Саутгемптона. 1-ша флотилія SGB була сформована у Портсмуті до середини червня 1942 року під командуванням капітан-лейтенанта Пітера Скотта, сина Антарктичного дослідника капітана Роберта Скотта, пізніше відомого орнітолога, еколога і телеведучого. Їх перша акція відбулася поблизу гирла Сени незабаром після півночі 19 червня, коли дві канонероки — 7 і 8, спільно з есмінцем зіткнулися з групою німецьких торпедних катерів, які супроводжували два німецьких торгових судах. SGB 7 був потоплений у цьому бою. Внаслідок цього Адміралтейства відзначити вразливість цих канонерок та розпорядилося оснастити їх додатковою бронею. Шість уцілілих катерів були перейменовані на честь представників фауни сірого забарвлення.
SGB 5 був пошкоджений під час рейду на Дьєпп після бою з німецькими кораблями, які охороняли конвой. У 1944 році канонерки були перероблені у швидкохідні тральщиків і всі (крім SGB9 Grey Goose) були продані в перші роки після війни.
SGB9 залишався на службі і використовувалась з 1952 по 1956 рік для випробування газових турбін Роллс-Ройс та стало першим судном, яке приводилось у рух виключно газовими турбінами. Хоча експериментальна силова установка виявилася дуже вдалою, вона була надто складною для більш широкого запровадження у той час і SGB9 був поміщений в резерв в кінці випробування в 1957 році. Експериментальні двигуни були зняті, а SGB9 була продана в 1958 році як баржа. Продана знову у 1984, вона була перетворена у плавучий будинок і перейменована на Anserava. В даний час цей будинок пришвартований на річці Медуей, у Кенті, Англія.